# Mazaricos (parroquia)
Mazaricos (llamada oficialmente San Xoán de Mazaricos) es una parroquia del municipio de Mazaricos, en la provincia de La Coruña, Galicia, España.

## Entidades de población
Entidades de población que forman parte de la parroquia:
- A Picota
- Atán
- Insua
- Lago
- Mazaricos
- Picaraña (A Picaraña)
- Serráns
- Pidre
- Ventín

## Demografía
| Gráfica de evolución demográfica de Mazaricos entre 2000 y 2018 |
|                                                                 |
| Población de derecho según el padrón municipal del INE          |